# Windlesham Arboretum
Il Windlesham Arboretum si trova tra i paesi di Windlesham e di Lightwater, nella contea del Surrey, in Gran Bretagna, e un tempo ospitava la Scuola materna Frommow.
Come arboreto è di medie dimensioni e contiene oltre 22.000 alberi maturi e rari, laghi, monumenti, sorprese architettoniche di gusto romantico e una cappella: la St George's Chapel. Il ruscello Windle attraversa l'arboreto e alimenta i laghi. Attualmente l'arboreto è privato, ma è aperto gratuitamente al pubblico durante il giorno.
All'interno del Windlesham Arboretum sorgono alcune abitazioni, tra cui quella del Maggiore William Spowers, fondatore dell'arboreto. il parco è molto apprezzato da coloro che vi risiedono all'interno, ma è poco conosciuto al resto della popolazione.
L'arboreto è usato anche dalla società di pesca con l'amo di Windlesham che, durante la stagione della pesca, ogni tanto organizza delle gare.
Negli anni ottanta, la Surrey Heath Archaeological & Heritage Trust ha condotto delle indagini archeologiche nell'arboreto, e sono state trovate monete e altri oggetti in terracotta risalenti all'Età del Ferro, e anche delle costruzioni agricole romano-britanniche.